# Unió del Centre i la Democràcia Cristiana de Catalunya
Unió del Centre i la Democràcia Cristiana de Catalunya (UC-DCC, Unión del Centro y la Democracia Cristiana de Cataluña) fue una coalición electoral formada en Cataluña (España) para el Congreso de los Diputados en las elecciones generales de 1977, las primeras elecciones democráticas tras la muerte del dictador Francisco Franco. Esta coalición era apoyada por el Equipo Demócrata Cristiano del Estado Español, que no se presentó como tal en Cataluña. La coalición fue inscrita oficialmente el 3 de mayo de 1977.
La componían los partidos Centre Català y la histórica Unió Democràtica de Catalunya (UDC). Obtuvo dos diputados, ambos por Barcelona, Antón Cañellas por UDC y Carlos Güell de Sentmenat por el Centre Català. El primero se integró en el Grupo Vasco-Catalán, en tanto que el segundo lo hacía en el Grupo Mixto. Cañellas seguiría en la Minoría Catalana (creada en octubre de 1977 tras la división del Grupo Vasco-Catalán), incluso tras su salida de UDC, hasta su paso a final de legislatura al Grupo de la UCD.
A finales de 1978, Cañellas dejó UDC para formar la Unió Democràtica Centre Ampli, que se coligaría poco después con Unión de Centro Democrático y Uniò de Centre Català, partido en el que se había integrado el Centre Català, en Centristes de Catalunya-UCD. En 1978 UDC formó coalición con Convergència Democràtica de Catalunya denominada Convergència i Unió.